# منحنيات متوازية
منحنيات متوازية، مصطلح يشير إلى المنحنيات التي لها نفس البعد فيما بينها. مثلا معلوم أي منحنى C ، ومطلوب رسم منحنى Γ موازي ل C. نرسم قطع مستقيمة عمودية على C وبطول ثابت. بتوصيل اطراف القطع نحصل على المنحنى المطلوب Γ. وحيث تكون الخطوط المتماسة للمنحنيين موازية لبعضها البعض.
أطلق لايبنيز على C وΓ منحنيات متوازية 
إذا كانت C منحنى جبرية ، فكل ما يوازيها يكون كذلك. على سبيل المثال، المنحنى الموازي لقطع منحنى حلقي (بالايطالية Toroide)، لأنه يشبه الكفاف الظاهر لسطح حلقي مسقط على مستوى من مركز لانهائي.

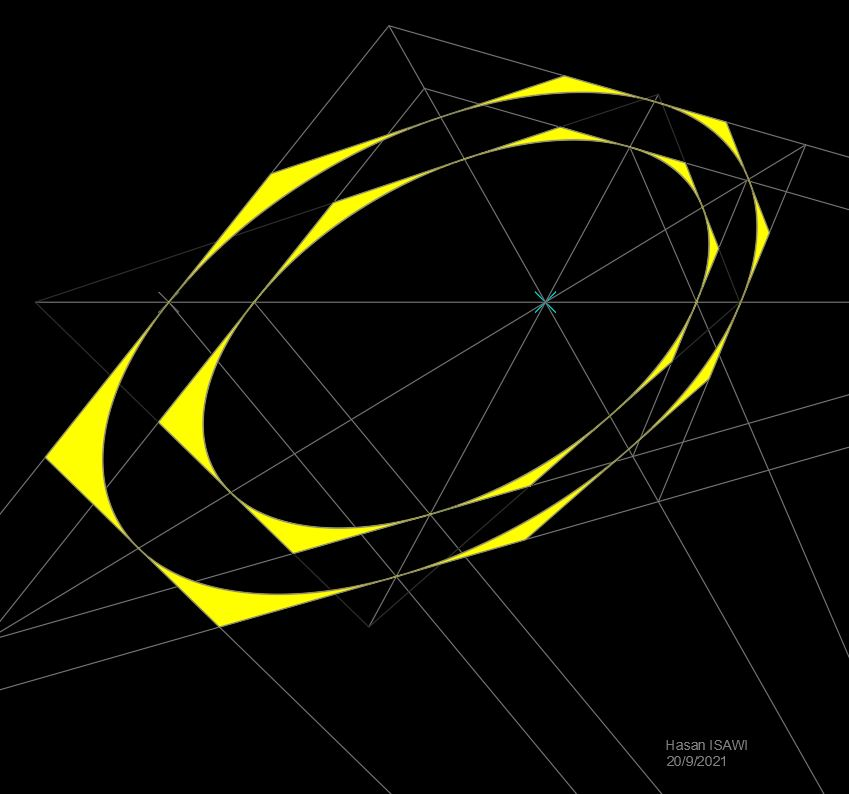
اهليج موازي لاهليج معلوم.